# Mieczysław Karłowicz

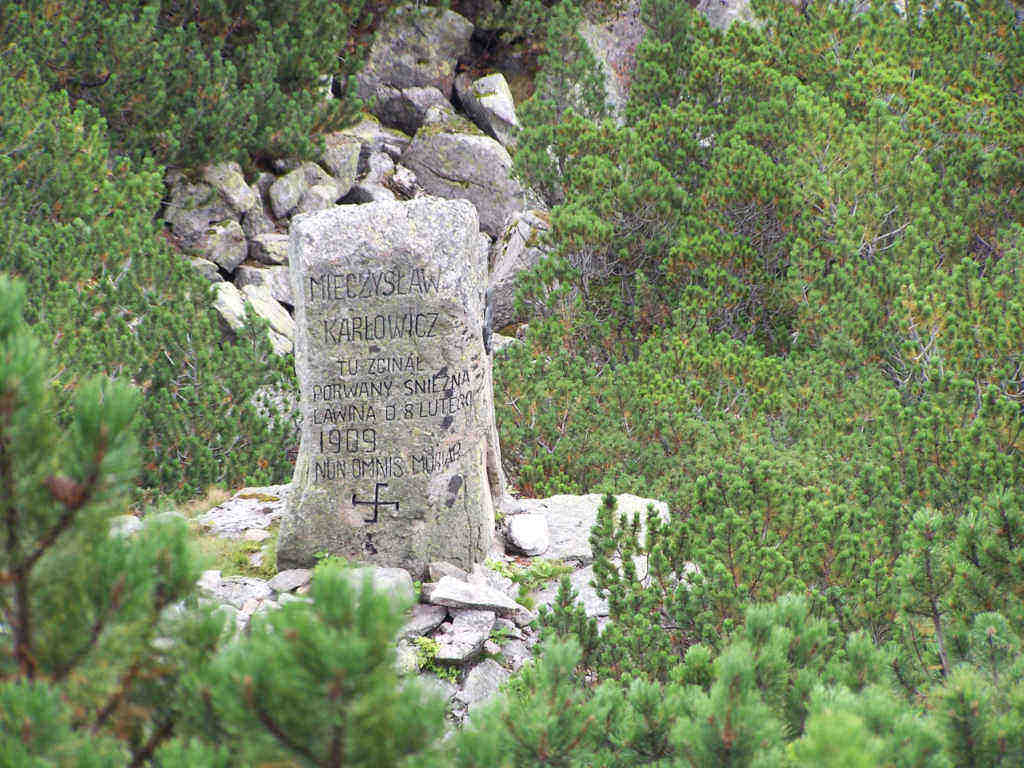
Cippo funerario di Karłowicz sito nei Monti Tatra dove venne trovato il corpo del compositore travolto da una valanga. Si noti la svastica, un tempo comune nel folklore della regione di Podhale. Essa non ha alcuna attinenza con il simbolo nazista.

Mieczysław Karłowicz (Višneva, 11 dicembre 1876 – Monti Tatra, 8 febbraio 1909) è stato un compositore e direttore d'orchestra polacco.

## Biografia
Nacque nall'attuale Bielorussia da Jan, uno storico e musicista polacco. Sin da piccolo iniziò lo studio del violino per il quale avrebbe poi composto il suo unico concerto.
Studiò a Varsavia con Zygmunt Noskowski, Piotr Maszyński e Gustaw Roguski, poi si trasferì a Berlino dove studiò con Heinrich Urban. Dal 1906 al 1907 studiò direzione d'orchestra con Arthur Nikisch. Le sue composizioni sono scritte in stile tardo romantico e mostrano affinità con quelle di Richard Strauss, Albéric Magnard e Isaac Albéniz.
Nella sua breve vita, Karłowicz scrisse un'unica sinfonia (in Mi minore, opera 7, Odrodzenie - Rinascita), un concerto per violino (in La maggiore, opera 8) e diversi poemi sinfonici, tra i quali Odwieczne pieśni (Canti perenni), Stanisław i Anna Oświecimowie (Stanisław e Anna Oświecim) e Powracające fale (Onde che ritornano). Compose diverse canzoni per voce e pianoforte, su liriche di Kazimierz Tetmajer, Adam Asnyk ed altri. Molte delle sue già poco numerose composizioni andarono perdute durante la seconda guerra mondiale.
La musica di Karłowicz si situa ai massimi livelli della musica polacca tra quella di Fryderyk Chopin e quella di Karol Szymanowski.
Karłowicz passò gli ultimi anni della sua vita a Zakopane, nel sud della Polonia, spesso dedicandosi a uno dei suoi passatempi preferiti, fotografare le montagne che gli stavano intorno. Morì nel corso di una escursione nei Monti Tatra, nelle vicinanze di Kościelec, travolto da una valanga nel 1909. Mieczysław Karłowicz venne tumulato nel Cimitero Powązki a Varsavia.